# 赖萨·莱亚尔
茹利娅·赖萨·门德斯·莱亚尔（葡萄牙語：Jhulia Rayssa Mendes Leal，2008年1月4日—），巴西女子滑板运动员，2020年夏季奥林匹克运动会女子街式滑板银牌得主、2024年夏季奥林匹克运动会女子街式滑板铜牌得主。